# Via de' Vecchietti
Via de' Vecchietti è una strada del centro storico di Firenze, situata tra via degli Strozzi e il vicolo e la piazza di Santa Maria Maggiore (canto de' Guidalotti), nella omonima piazza. Lungo il tracciato si innestano via del Campidoglio e via de' Pecori. La strada odierna è in larga parte frutto del Risanamento di Firenze, operato negli anni novanta dell'Ottocento. 

## Storia
La denominazione ricorda la presenza in questa zona delle proprietà della famiglia Vecchietti (una delle più antiche di Firenze) e, in particolare, del palazzo cinquecentesco che, seppure modificato nell'Ottocento, ancora segna il canto (detto de' Diavoli) tra questa strada e via degli Strozzi. 
Fino all'agosto del 1893, quando una delibera della giunta comunale ufficializzò per l'intero tracciato l'attuale nome, la titolazione si riferiva solo al primo tratto della strada, allora assi più stretta e comprendente la piazza omonima poi scomparsa, dove esisteva la chiesa di San Donato dei Vecchietti; gli altri segmenti portavano il nome degli Agli (poi trasferito a una traversa) e quello dei del Beccuto (soppresso), tutti nomi legati alle case di importanti famiglie, in parte ancora esistenti. 
Tale situazione - documentata, ad esempio, nella pianta di Firenze delineata da Ferdinando Ruggieri nel 1731 - mutò significativamente durante l'intervento tardo ottocentesche (1885-1895) finalizzato al 'risanamento' del vecchio centro cittadino, nell'ambito del quale la strada fu allargata a danno del lato sinistro e regolarizzata in funzione di un diverso ordine conferito a tutta l'area.

## Descrizione
Nonostante permangano sul lato destro le facciate di vari nobili e antichi palazzi, la strada ha carattere tardo ottocentesco, nell'ambito del quale nuovi e vecchi edifici bene coesistono per i comuni riferimento all'antico. La carreggiata, a lastrico, è servita ai lati da ampi marciapiedi. 
Nonostante la sua centralità e la sua vicinanza con il cosiddetto "distretto del lusso" (via degli Strozzi, via Roma, via de' Tornabuoni e via della Vigna Nuova) si tratta di una arteria fortemente segnata da uffici e filiali di banche, quindi frequentata essenzialmente in relazione a questi, e in parte mortificata dagli spazi concessi da ambo i lati alla sosta di auto e motoveicoli.

### Preesistenze

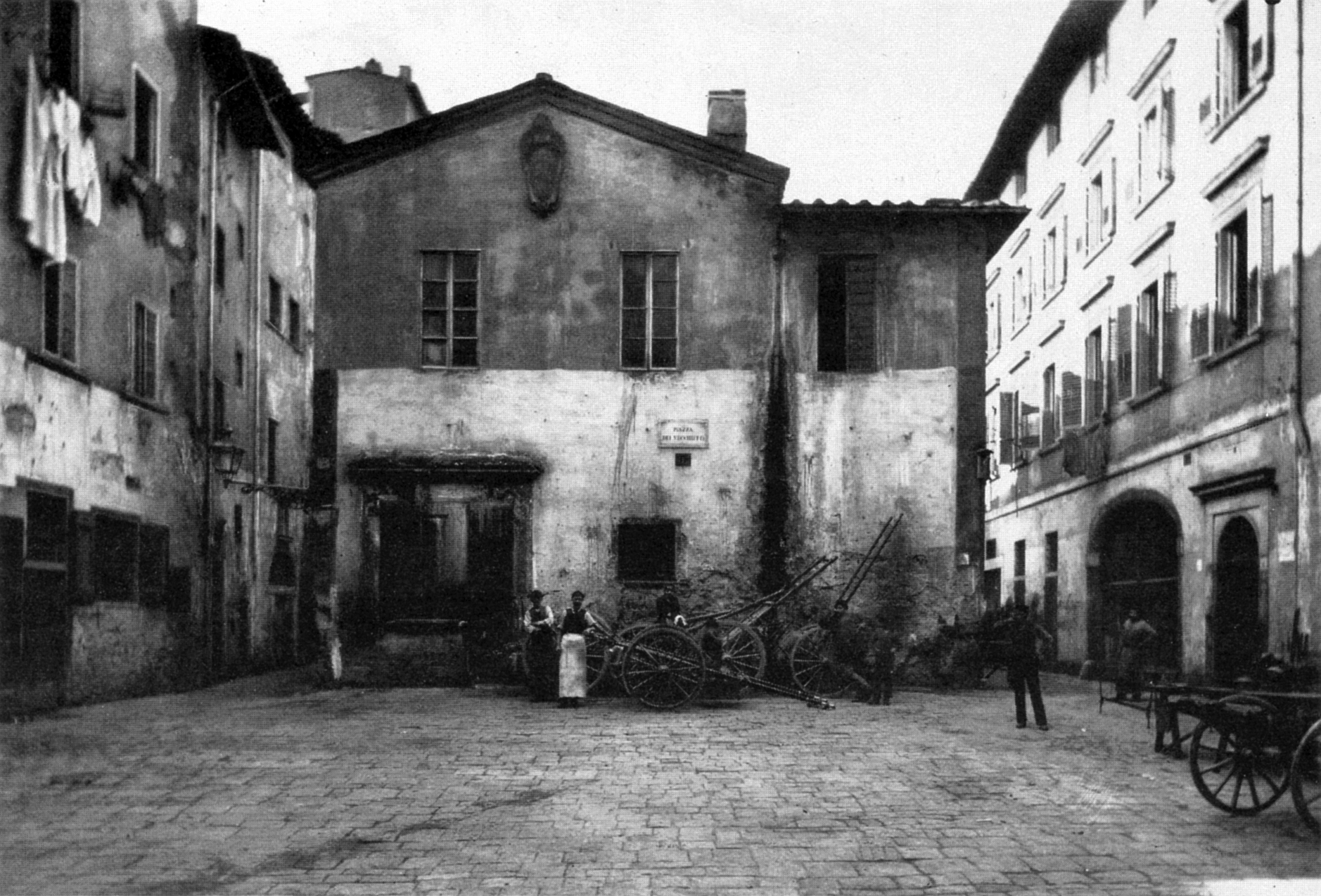
Piazza dei Vecchietti o di San Donato

Palazzo Vecchietti venne costruito da un nucleo di case appartenenti alla stessa famiglia fin dal Medioevo. Davanti ad esso si apriva la piazza di San Donato, detta anche dei Vecchietti, dove si trovava al centro la chiesa di San Donato dei Vecchietti e un gruppo di case, tanto a sud quanto a nord, pure appartenenti ai Vecchietti, dalle quali provengono alcuni stemmi della famiglia della scuola del Giambologna oggi nel Museo di San Marco: l'artista aveva infatti ristrutturato tutte le proprietà della famiglia tra il 1578 e il 1584 circa. Qui si trovava nel medioevo anche la torre familiare, detta "la Bigongia". 

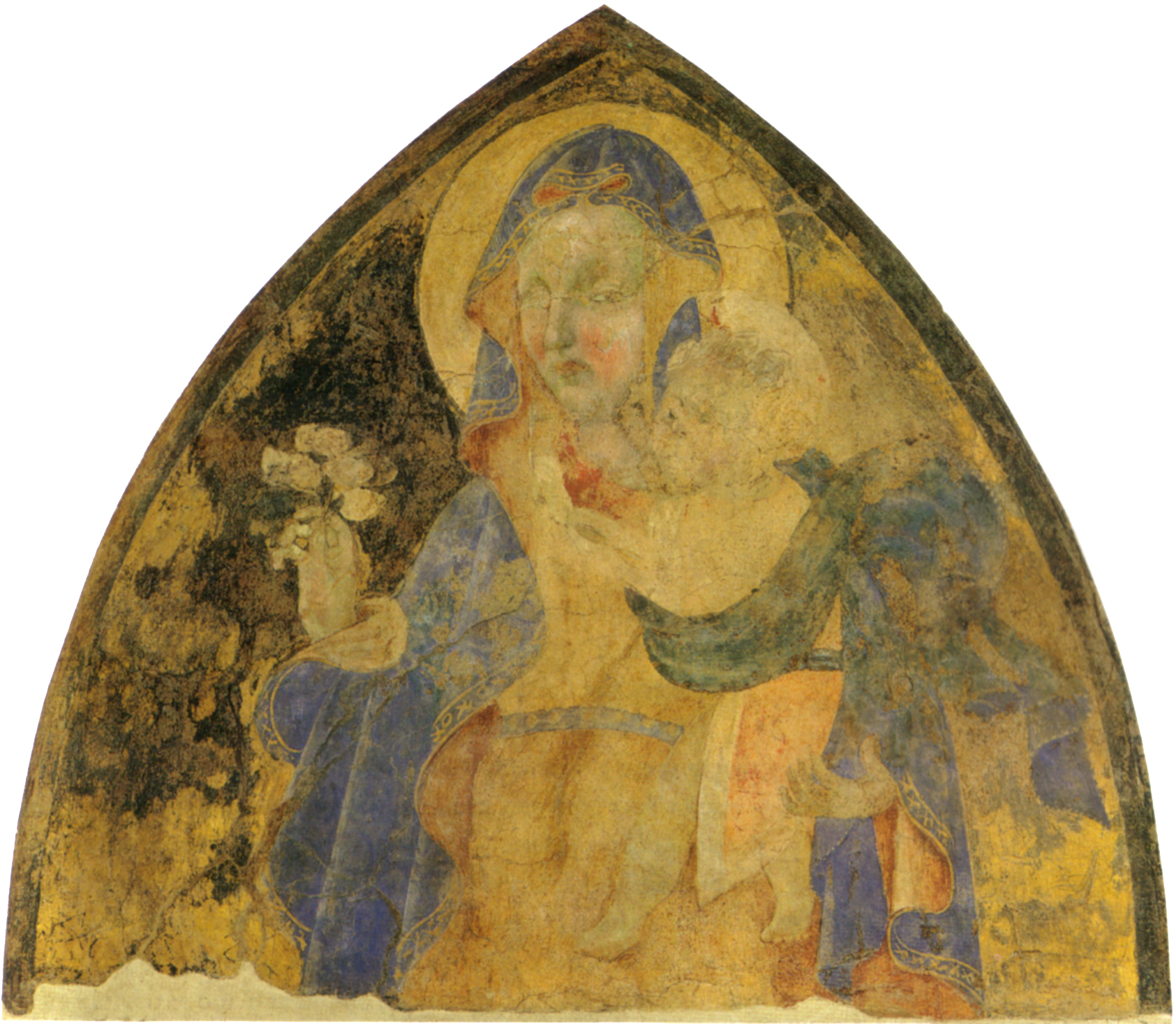
Paolo Uccello, Madonna del Beccuto (1420-1425 circa)

Dalla piazza, che venne anche chiamata dei Lupini, delle Noci o delle Uova perché vi si potevano acquistare questi generi a mercato o comunque vi erano magazzini che li conservavano, si potevano percorrere originariamente tre vicoli, uno solo dei quali era ancora aperto nell'Ottocento: era quello che andava verso nord (detto vicolo o volta dei Vecchietti o dei Teri) che, in parte coperto e dall'andamento zigzagante, portava fino a via degli Zuffanelli (oggi via del Campidoglio); gli altri due detti vicolo di San Donato e chiasso senza nome, portavano in origine rispettivamente verso ovest (in via de' Pescioni) e verso sud (in via degli Strozzi). Un piccolo tabernacolo ligneo si trovava al canto dei Diavoli, davanti al famoso Diavolino del Giambologna, e venne trasportato nei depositi del Museo di San Marco.
Pià avanti lungo la via, passato il palazzo dei Vecchietti, si trovavano a destra l'oratorio del Crocifisso e un palazzetto della famiglia Rinaldi, in angolo con le vie dei Teri e degli Arrigucci (oggi entrampe ampliate, rettificate e unificate in via del Campidoglio). 
Il tratto successivo era dominato dalle case degli Agli: a destra il palazzo Ricci Altoviti che tuttora ingloba l'antica torre degli Agli, a sinistra - proprio davanti alla facciata del palazzo - si apriva invece la piazza degli Agli, di forma trapezoidale che si restringeva a imbuto verso via delle Stelle (oggi via dei Pescioni). Qui, in angolo con l'attuale via Vecchietti, lato sud, si affacciavano ancora i resti della trecentesca loggia degli Agli. Passata la torre degli Agli a destra, ancora esistente, si sarebbe vista un'estremità del giardino degli Orlandini, a sua volta sorto nel 1803 demolendo alcune case dei Boni e dei Panciatichi.
Passato il successivo incrocio con le vie dei Guidalotti e dei Buoi (oggi via dei Pecori) si entrava nella zona delle case dei Del Beccuto (a sinistra), fronteggiate dall'ancora esistente palazzo Orlandini del Beccuto. La casa d'angolo con la attuale via dei Pecori, lato ovest, inglobava i resti dell'antica torre dei Barucci. Da una di queste case del Beccuto proviene la Madonna col Bambino di Paolo Uccello (oggi nel Museo di San Marco), artista appartenente a quella famiglia da parte materna.

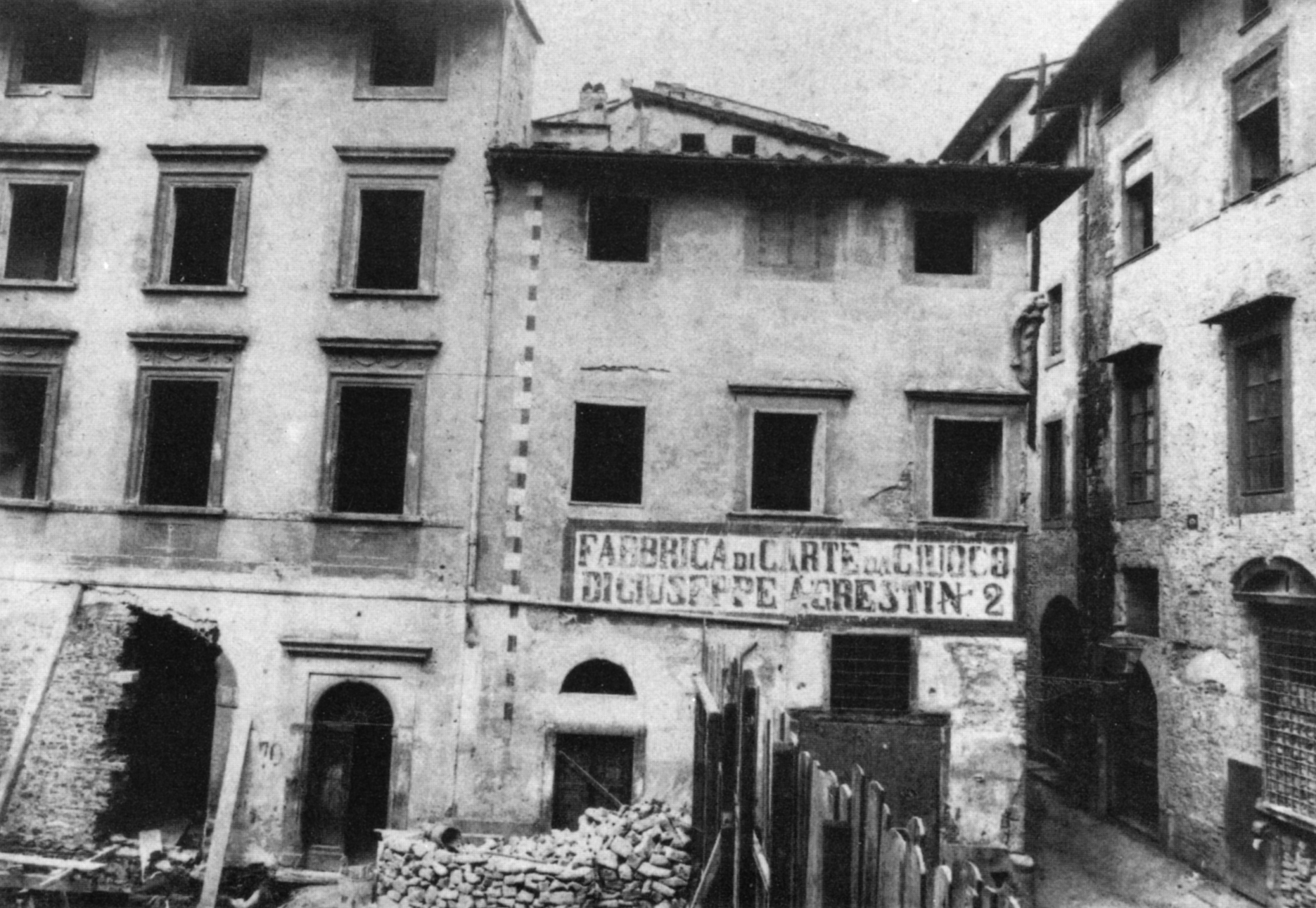
Una delle case in piazza dei Vecchietti, lato settentrionale, durante le demolizioni
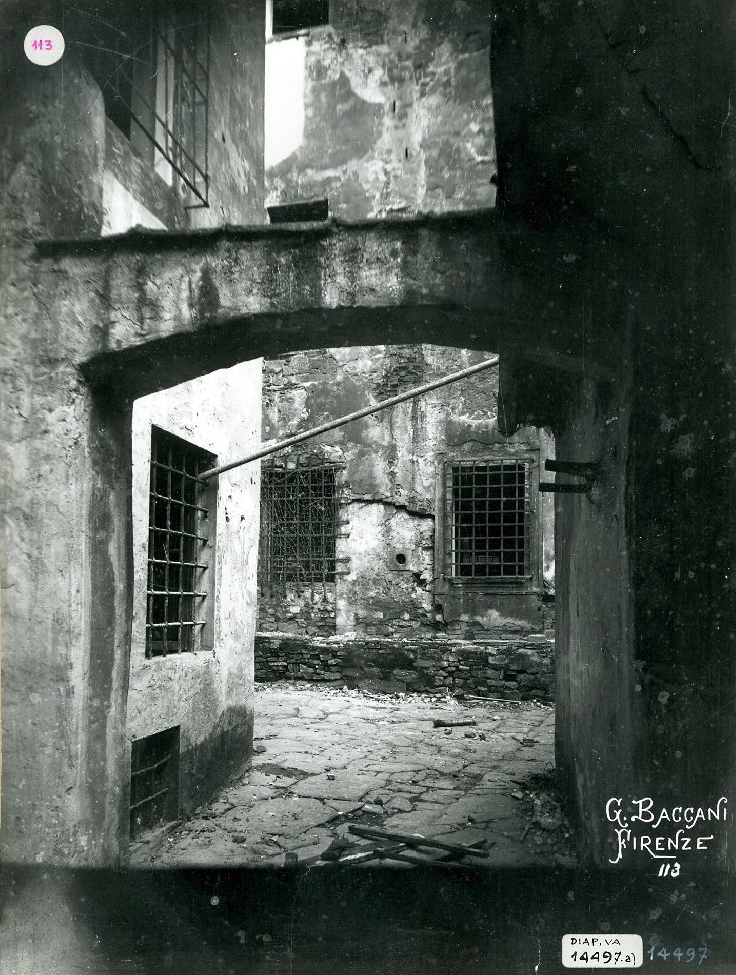
Il vicolo di San Donato
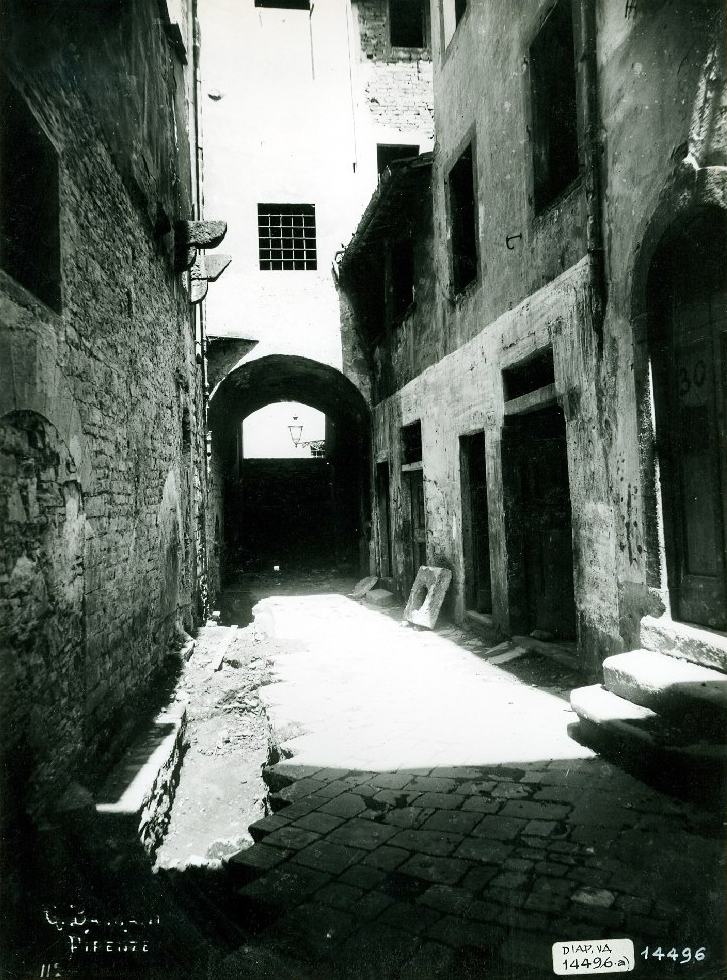
Il vicolo della Volta dei Vecchietti
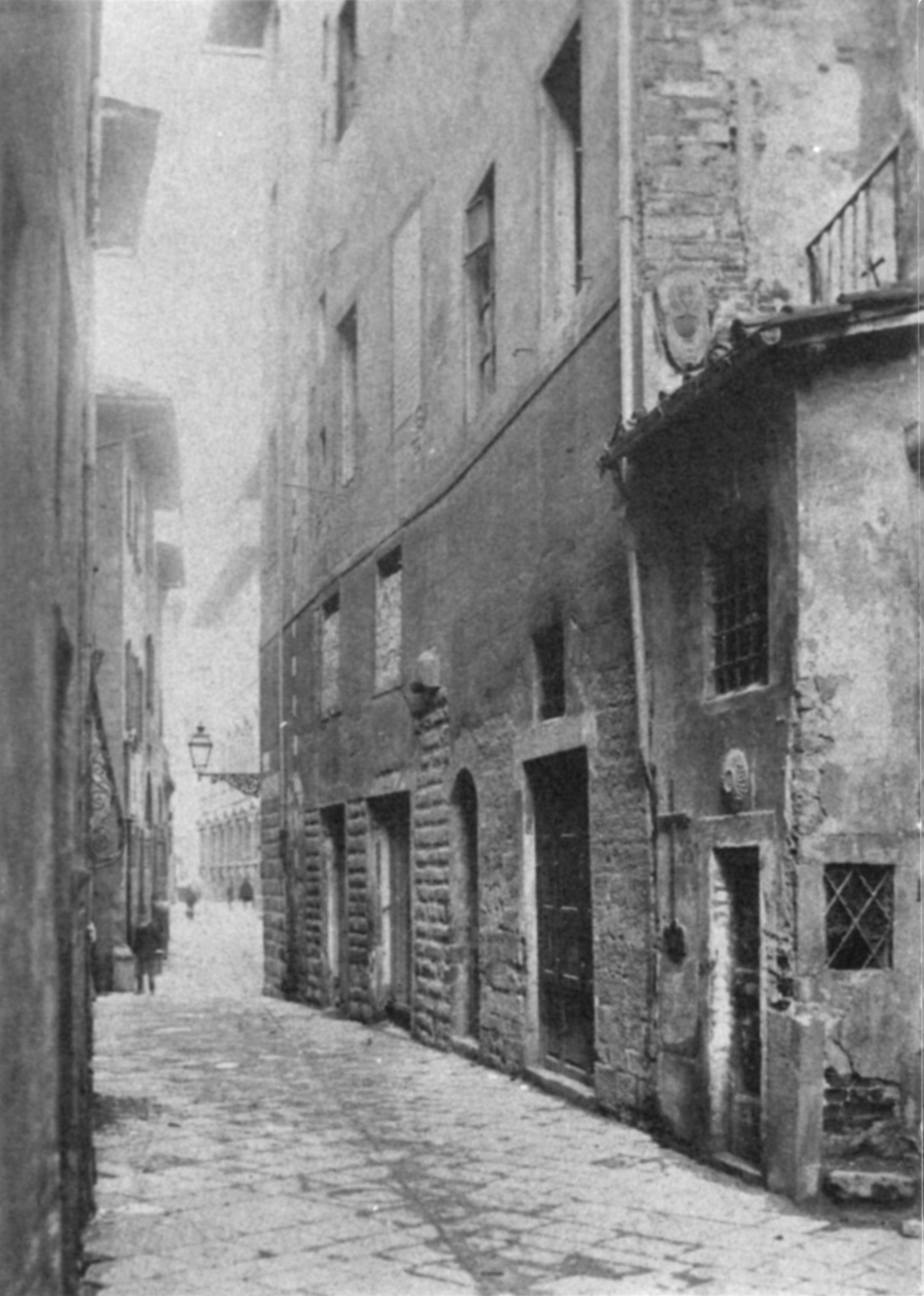
Tratto settentrionale di via de' Vecchietti con l'oratorio del Crocifisso
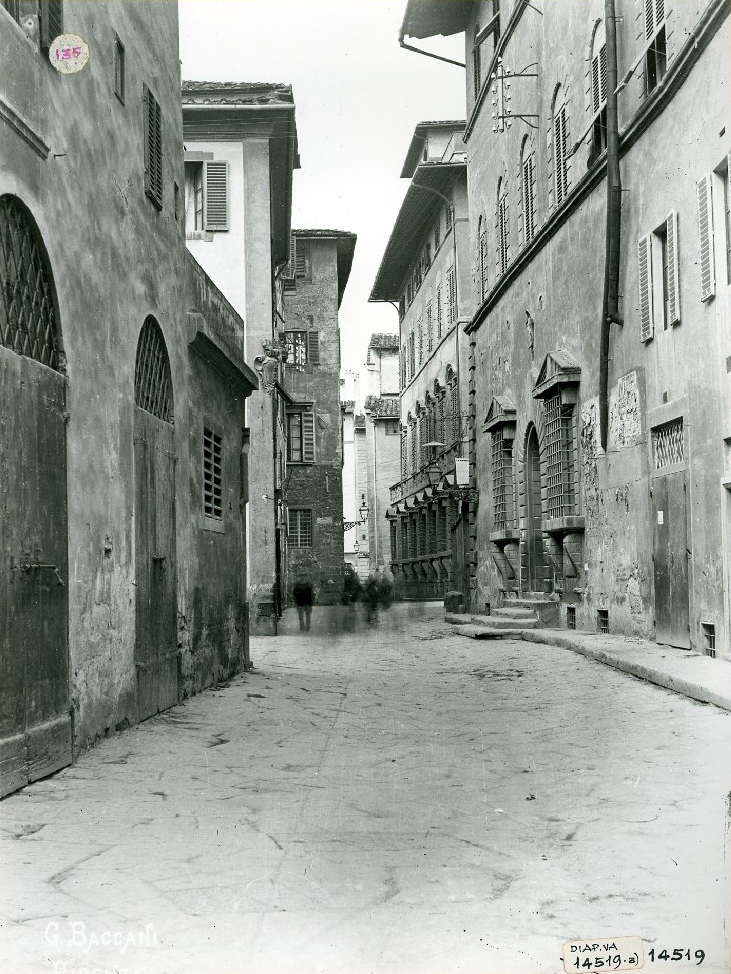
La via degli Agli davanti a palazzo Ricci Altoviti
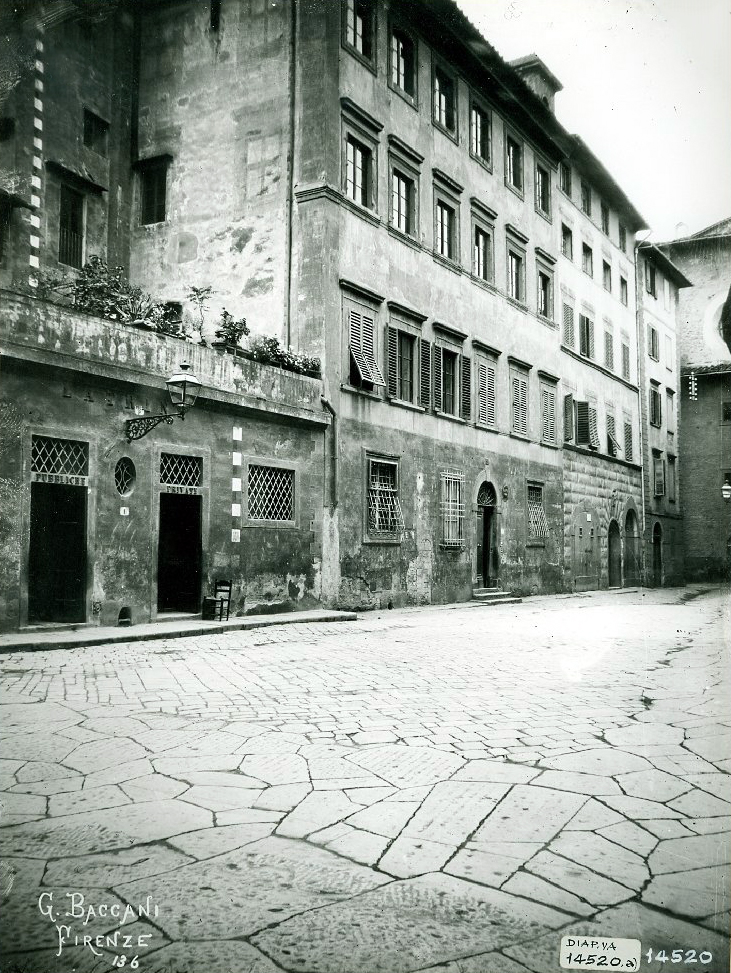
Piazza degli Agli
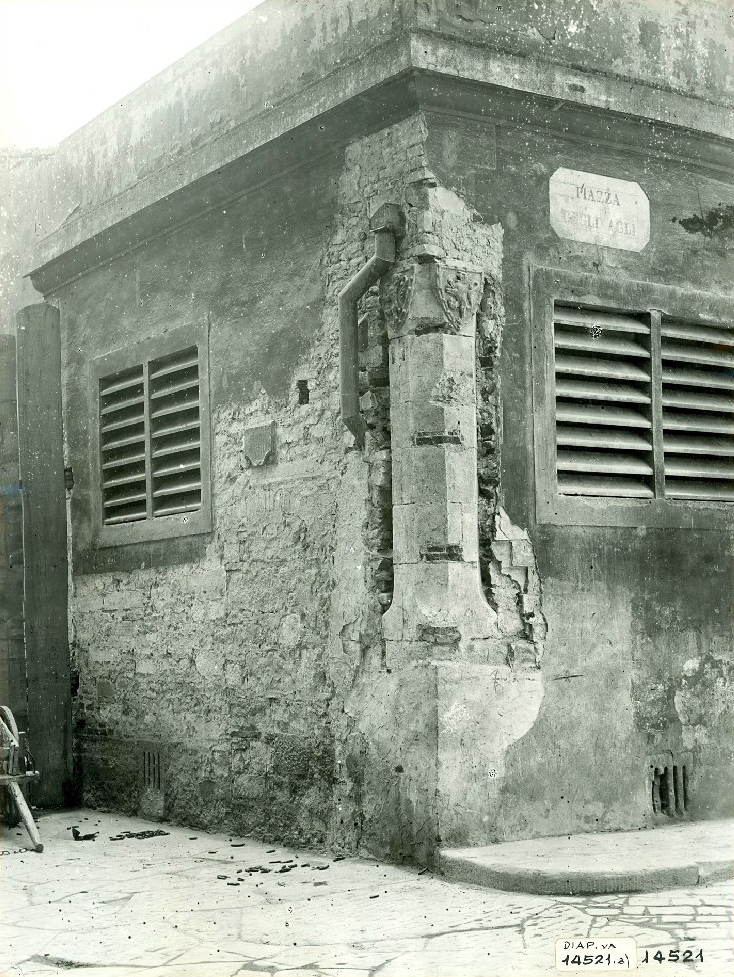
Resti della loggia degli Agli

### Edifici
| Immagine | N°      | Nome                                 | Descrizione |
| -------- | ------- | ------------------------------------ | --- |
|          | 1       | Palazzo Rose                         | Il palazzo fu costruito sul terreno dove una volta si trovava la piazza di San Donato de' Vecchietti e l'omonima chiesetta. Determina una delle cantonate tra via de' Vecchietti e via degli Strozzi e, come documentano i disegni conservati presso l'Archivio Storico del Comune di Firenze, è opera riconducibile a un progetto datato al 1891 e firmato dall'architetto Gustavo Mariani, per quanto la letteratura indichi come coautore Augusto Rose, allora proprietario dell'immobile. L'edificio non si discosta significativamente dai modelli neorinascimentali in voga al tempo, con il terreno segnato dal paramento in pietra artificiale, il grande portone centrale sormontato da balcone, le finestre profilate in pietra e allineate su fasce marcadavanzale, il tutto con evidente riferimento a modelli cinque-seicenteschi. Il disegno dei fronti appare di notevole equilibrio e assolutamente nel solco della tradizione locale, grazie alla sobrietà degli elementi decorativi e soprattutto ai larghi intervalli delle aperture, che lasciano prevalere i pieni delle superfici intonacate sui vuoti delle finestre e delle grandi arcate del terreno, profilate da cornici modanate e incassate. |
|          | 2       | Palazzo Vecchietti                   | L'edificio si sviluppa su un antico ceppo di case della famiglia Vecchietti, unificate in un unico edificio monumentale a partire dal 1578, per volontà di Bernardo Vecchietti e su disegno del Giambologna. Passato ai Poltri e quindi ai Del Corona, il palazzo fu rimodernato da questi ultimi nel 1828-1829, su disegno dell'architetto Leopoldo Pasqui. La parte basamentale della costruzione è di età molto antica. La facciata su via de' Vecchietti presenta un interessante esempio di soluzione tardo rinascimentale e sugli architravi delle finestre del piano nobile reca ripetuta due volte un'iscrizione che ricorda il nome di Bernardo Vecchietti e ostenta la data 1578. Sopra il portone segnato con il numero 2 è poi uno scudo con l'arme della famiglia Poltri Sull'angolo, detto canto de' Diavoli, qualificato da plastiche bozze sfalsate, è in alto un bello scudo dello stesso Giambologna con l'arme dei Vecchietti. In basso è la copia in bronzo della scultura del Diavolino, il cui originale è ora conservata presso il Museo Bardini. |
|          | 3- 5    | Palazzo del Banco di Roma            | L'edificio, di grande estensione (tre piani per otto assi su via de' Vecchietti, gli ultimi tre con disegno autonomo che ripropone la tipologia propria dei villini della seconda metà dell'Ottocento), sorge nell'area dove insistevano case dei Vecchietti e dei Tieri, separate dal vicolo della volta dei Vecchietti. Il nuovo palazzo fu costruito a seguito della loro demolizione e dell'allargamento delle vie prospicienti, inizialmente destinato ad uso di abitazione privata signorile, quindi acquistato negli anni venti del Novecento dal Banco di Roma. A questo cambio di destinazione si deve la soprelevazione del terzo piano, che mostra forme semplificate rispetto ai primi due. Secondo il repertorio di Bargellini e Guarnieri si tratterebbe di un'opera di Giuseppe Poggi; più probabilmente, come suggerito da Marcello Jacorossi è da reputare tra le molte costruzioni in stile neorinascimentale che ne riecheggiano la lezione. Attorno al 2016 l'edificio è stato acquisito dal Gruppo Starhotels quale ampliamento dell'Hotel Helvetia & Bristol, che ha condotto un ampio e necessario cantiere di restauro, visto il precario stato di conservazione dell'insieme, su progetto di Genius Loci Architettura e con il coinvolgimento per il restyling degli spazi interni di Anouska Hempel. Al terreno si susseguono pilastri bugnati e aperture rettangolari, mentre al piano nobile sono cornici ad arco semicircolare che inquadrano le finestre, ugualmente centinate. Al piano terra nel 2021 ha aperto una pasticceria di Iginio Massari. |
|          | 12r-18r | Ex-Gambrinus                         | Dell'edificio originario rimane attualmente solo l'avancorpo che guarda a via de' Brunelleschi, costituito da un porticato a tre archi che segue quello del grande edificio con arcone, mentre su via Vecchietti si trova il retro. Originariamente la struttura era parte integrante del Caffè Gambrinus Halle, realizzato su progetto dell'architetto Giacomo Roster, inaugurato nel 1894 e costituito da un ristorante, terrazza panoramica sul tetto, un giardino d'inverno e sale da biliardo. Acquistato dall'imprenditore Vittorio Furlan, fu interessato da lavori che trasformarono buona parte della superficie in sala di proiezioni: il nuovo locale fu inaugurato nell'aprile del 1922 come cinema Centrale Gambrinus. Ristrutturato nel 1948 e nel 1951, cessò l'attività nel 2007. Dopo lavori di adattamento è diventato sede dell'Hard Rock Cafe di Firenze, dal 2011. Gli spazi interni conservano sostanzialmente la distribuzione legata all'ultimo intervento sul cinema, con un intelligente recupero degli stessi elementi decorativi e d'arredo (soffitti in stucco, pannelli, lampadari) ora inseriti scenograficamente nel nuovo locale. |
|          | 6       | Palazzo Ricci-Altoviti               | L'edificio risulta definito come palazzo nel 1538, su committenza dei Ricci, nel luogo dove in antico erano alcune case già degli Agli, incorporando nel nuovo edificio la torre di quest'ultima famiglia. Passato agli Altoviti, di quel ramo riammesso in città dopo l'esilio di Bindo Altoviti, il palazzo fu ingrandito con le proprietà confinanti dei Panciatichi e degli Arrigucci, fino all'estinzione del casato nel 1853, quando tutte le proprietà passarono a Luca Medici Tornaquinci, a cui successero infine i Rosselli Del Turco. Oggi l'edificio appartiene ai Flaccomio Nardi Dei, eredi Rosselli Del Turco. Il palazzo fu solo parzialmente interessato dagli interventi di rinnovamento e riconfigurazione dei fronti attuati nel periodo del risanamento dell'antico centro fiorentino, di modo che i lavori documentati al 1895 furono di restauro e di integrazione di una costruzione che ancora manteneva e mantiene caratteri sostanzialmente cinquecenteschi. |
|          | s.n.    | Torre degli Agli                     | La torre, già della famiglia degli Agli, è incorporata nell'attuale palazzo Ricci Altoviti. La si apprezza dal lato del palazzo che guarda verso via de' Pecori, dove, grazie alla modesta altezza dell'edificio che segue, si legge per tutta la profondità l'antico corpo di fabbrica con il prospetto in filaretto di pietra, e bene si intuisce come un tempo corresse ai suoi piedi un vicolo a perimetrare la proprietà. Anche la vista frontale del palazzo ne consente comunque la visione, sopravanzando questa di un piano il palazzo cinquecentesco oltre la linea di gronda. Già scapitozzata in antico, presenta un copertura a falde e rade finestre, al piano più alto e sempre dal lato verso via de' Pecori con architrave poggiante su mensole, secondo modi trecenteschi. Nel 1895, a seguito di alcuni lavori di ripristino delle fondazioni del muro di facciata di palazzo Medici Tornaquinci, è stato rinvenuto l'arco a sesto acuto di fondazione della torre. |
|          | 7       | Palazzo Vieusseux                    | L'edificio fu eretto a seguito della demolizione tardo ottocentesca degli antichi edifici dell'area, nell'ambito del progetto di risanamento del vecchio centro cittadino. Come documentano i disegni conservati presso l'Archivio Storico del Comune di Firenze è opera databile al 1897, realizzata su committenza della famiglia Vieusseux su progetto dell'ingegnere e architetto Emilio Biondi. Sul monumentale portone è, a ricordare il più famoso membro della famiglia proprietaria, un busto di Giovanni Pietro Vieusseux. Attualmente il fabbricato ospita uffici del gruppo Fineco e, sul retro in via Pescioni, UniCredit. |
|          | 11      | Palazzo del Credito Italiano         | L'edificio fu eretto come sede dello stabilimento Digerini e Marinai (cioè come sede della manifattura e dello spazio vendita con annessa sala da tè di uno dei più rinomati biscottifici del tempo) a seguito dei grandi lavori di riordinamento dell'antico centro di Firenze nel luogo dove erano le antiche case della famiglia degli Agli. Per quanto Marcello Jacorossi lo indichi come opera dell'architetto Riccardo Mazzanti, nella guida di Garneri del 1924 lo si dice realizzato nel 1909 su progetto dell'ingegnere torinese Ariotti, mentre in un articolo del 1928 dedicato all'attività di Ugo Giovannozzi è indicato nel regesto "la sede della Banca Nazionale di Credito a Firenze" (e pare possibile altra identificazione se non in questa) come sua opera: attribuzione peraltro pienamente sostenibile viste le tangenze tra questo edificio ed altre realizzazioni dell'architetto e ingegnere, sia per concezione che per materiali impiegati. Probabilmente questi architetti si sono susseguiti nel corso di varie ristrutturazioni e adattamenti. L'edificio è di equilibrate proporzioni nonostante la mole abbastanza cospicua, in uno stile architettonico che, superando l'imitazione rinascimentale comune a tante costruzioni contemporanee della fine dell'Ottocento e degli inizi del Novecento, rivela una tendenza alla modernità, rappresentata dalla Secessione viennese e dal Liberty. Ora è sede della Banca UniCredit. |
|          | 28r     | Edificio dell'antico Emporio Inglese | Più che di un edificio si tratta di una serie di ambienti terreni ricavati dalla chiusura dell'antico vicolo e della corte che perimetravano la vicina torre degli Agli fino a giungere su via de' Brunelleschi. Fino alla chiusura nel 2017 ebbe qui sede l'antico Emporio Inglese, esercizio storico fiorentino poi noto come Old England Stores. Aperto nel 1924 da Carlo Marcacci, già direttore dei grandi magazzini Anglo American Stores che esistevano in via Cavour, rappresentava un angolo di vecchia e tradizionale Inghilterra in terra fiorentina, sia per i vari prodotti proposti, sia per gli arredi che ne caratterizzano gli interni, gli uni e gli altri pensati per soddisfare le esigenze della locale comunità anglo-americana. In questi spazi erano state girate alcune scene del film di Franco Zeffirelli Un tè con Mussolini. |
|          | 13      | Palazzo Grocco                       | L'edificio, di notevole estensione e isolato su tutti e quattro i lati, sorge ai limiti dell'area interessata dai lavori tardo ottocenteschi di risanamento ed è opera eseguita nel 1894 su progetto dell'architetto Luigi Buonamici e committenza degli allora proprietari Grocco. Si configura sostanzialmente come un macroscopico immobile speculativo composto di quattro piani fuori terra. Elementi di particolare pregio rimangono ancora oggi un cancello di ferro battuto al piano terra sul quale è raffigurato un drago, da cui si accede ad un corpo scale secondario sormontato da una vetrata dal disegno geometrico, un soffitto affrescato con un cielo aperto in una sala d’angolo al terzo piano e il motivo curvilineo dell’infisso di molte finestre che si affacciano sia all'esterno che sulle corti interne. |
|          | s.n.    | Palazzina 1896                       | Nel 1808 circa la famiglia Orlandini abbatté alcuni antichi edifici per impiantarvi un giardino, che occupava tutta la lunghezza dell'isolato su via de' Pecori, con alcune serre che, sulla via dei Naccaioli. Allargata la via dei Pecori nel 1833 a spese dello spazio verde, al tempo di Firenze Capitale, lo spazio fu affittato ai Cornelio, gestori di una famosa birreria ritrovo di gentiluomini e d'artisti. Negli anni successivi in luogo della birreria fu costruito dall'architetto Pietro Berti un basso edificio adibito a "latrine pubbliche e private, bagni ed altri locali per comodo del pubblico" che essenzialmente corrisponde all'attuale, nonostante l'apertura delle ampie vetrate sul fronte e il radicale cambio di destinazione. Il termine dei lavori nel 1896 venne immortalato sui due scudi che decorano i pilastri del corpo rialzato centrale. Oggi l'edificio ha esercizi commerciali al piano terra, un ristorante nel mezzanino (a cui appartengono le vistose insegne, ormai storiche) e uno showroom al piano superiore con doppia terrazza. |
|          | s.n.    | Palazzo Orlandini del Beccuto        | Il palazzo sorse unificando due gruppi distinti di edifici al tempo degli Orlandini del Beccuto, su progetto di trasformazione redatto verso il 1679 da Antonio Maria Ferri. Nella prima metà dell'Ottocento il palazzo fu abitato dal principe Girolamo Bonaparte, poi al tempo di Firenze Capitale fu sede dell'ambasciata inglese. Nel corso dell'ultimo quarto dell'Ottocento l'edificio subì stesi lavori e nel 1913 fu acquistato dal Monte dei Paschi di Siena, che l'ha messo in vendita nel 2018. Le facciate del palazzo si sviluppano unitariamente, su undici assi per quanto riguarda via dei Pecori, su sei per via de' Vecchietti, con al piano terreno è una lunga fila di finestre inginocchiate, interrotta dai portoni asimmetrici, su un rivestimento a bugnato rustico. All'interno sono presenti affreschi di Bernardino Poccetti, Pier Dandini, Antonio Domenico Gabbiani, Alessandro Gherardini, Luigi Ademollo e Cosimo Meritoni. |

### Lapidi

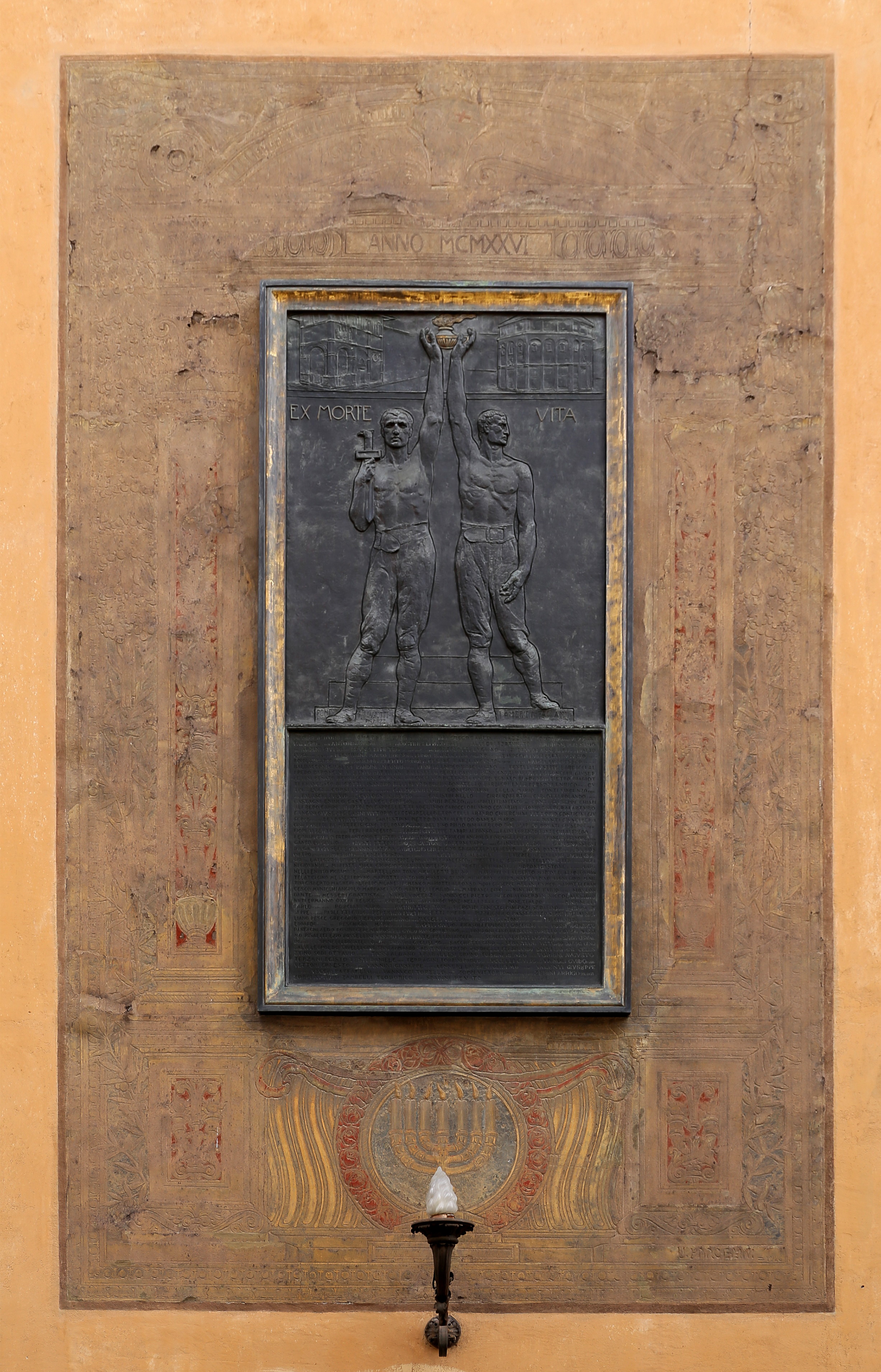
La lapide ai Caduti, opera di Italo Amerigo Passani e Umberto Bargellini

Nel 1926 (come da data graffita) fu apposta sulla facciata di palazzo Ricci-Altoviti una lapide commemorativa dei Caduti del rione nella prima guerra mondiale, con un grande bassorilievo in bronzo modellato dallo scultore Italo Amerigo Passani (due soldati a torso nudo che sorreggono una lampada votiva accesa con, ai lati, le raffigurazioni della loggia del Bigallo e del Battistero), contornato da una fascia decorativa graffita policroma del pittore Umberto Bargellini (oggi la parte più deperita). Il tutto venne restaurato dal Comune di Firenze tra il 2011 e il 2012.